# Ujgurský kaganát
Ujgurský kaganát nebo Země Tokuz Oghuzů (staroturecky 𐱃𐰆𐰴𐰕:𐰆𐰍𐰕:𐰉𐰆𐰑𐰣, ujgursky ئورخۇن ئۇيغۇر خانلىقى, čínsky v českém přepisu Chuej-chu, pchin-jinem huí-hú, znaky zjednodušené 回鶻, tradiční 回鹘 anebo čínsky v českém přepisu Chuej-che, pchin-jinem huí-hé, znaky zjednodušené 回紇, tradiční 回纥, mongolsky Уйгурын хаант улс), byla říše vytvořena domorodou konfederací Turkitů pod vedením kmenové šlechty Orchonských Ujgurů (čínsky v českém přepisu Ťiou-sing, pchin-jinem jiǔxìng, znaky tradiční 九姓, „Tokuz Oghuz“, doslova „Devět klanů“).
Říše Chuej-chu se do povědomí veřejnosti dostala v první polovině 8. století, kdy byla svržena turkucká dynastie Ašınovců (Kutlucký kaganát), která vládla nad národy žijícími ve velkém Mongolsku a v jeho širokém okolí. Říše přetrvala do poloviny 9. století, kdy byla roku 840 po dvou desetiletích válek z Jenisejskými Kyrgyzy zničena. Pod jejich tlakem opustili Ujgurové Orchonské údolí a stěhovali se na jih do Číny, Východního Turkestánu a západně od něho, kde utvořili několik menších státečků. Od té doby jejich státy nadále existovaly v Kan-su, Sin-ťiangu a jižně od Ťan-šanu.

## Původ

### Kmeny Tie-leskýchOguzů
Ujgurové byli v prvním tisíciletí součástí významných říší ve stepích Asie: Žuan-žuané (Turkoavaři), Turkuti či Modří Turci. Tvořili vždy důležitou součást armád těchto říší, ale jejich opakovaná povstání přispěla k jejich zániku.
Během prvního tisíciletí vytvořili Ujgurové ve stepích Střední Asie celkem tři říše.

1. První, nejčasnější říše byla založena v Changaji roku 323 a přetrvala asi 200 let.
2. Druhá říše se objevila roku 523 a přetrvala přes 80 let. Byla zničena Turkuty roku 603.
3. Do poloviny 8. století měli roli spíše destruktivní, v době rozkladu říše Turků si ale vytvořili vlastní kaganát – Země Tokuz Oghuzů, na území bývalého Kutluckého kaganátu. Tento útvar byl feudální stát s prvními náznaky usídlení Ujgurů. Byl rozvinutý chov, zemědělství, řemesela a živností, domorodé kmeny vyvinuli výstavbu měst a pevností. Jak tomu bylo i v případě předchozího Turkuckého chanátu, hlavními městy byly Karabalgasun v Orchonském údolí a Beš Balık v Džungársku. Navzdory tomu, že materiální kultura Ujgurů má hluboké středoasijské kořeny, začala se vážně prosazovat jejich usedlá civilizace v středoasijských stepích.[5] Jeho základem byli Ujgurové v užším slova smyslu a kromě Wej-cheů (15 Ujgurských kmenů) ještě dalších 6 kmenů, které stejně jako oni patřili k Tie-lejům: 6-Oguzové → : Pu-ku (Bul-gar) → (Bugu), Chun (Hun) → Chun, Pa-jie-ku (Bajir-gur) → Bajirku, Tchung-luo (Ton-gra) → Tongra, A-si-ťie (Izgil) → Syge, Čchi-pi → Kibi a několik porobených kmenů (východní) z 30 Oguzů-Tatarů. Jako rovnocenní byli brzy do kaganátu přijati ještě Basmalové (5-Oguzové) a východní Karlukové (3-Oguzové), přičemž samotné kmeny 9 Oguzů zde nesly dominantní postavení.

### Turkucké dědictví
I když to byli právě Ujgurové, kteří měli velký podíl na zničení kaganátů Turkutů i Modrých Turků, trochu paradoxně se k jejich odkazu otevřeně hlásí. Vystupují vlastně jako jejich zdánlivě legitimní dědici. Nebyli ale blízkými příbuznými původních Turkutů, i když hovořili stejným jazykem.
Ujguři se hlásí k zakladateli turkické říše Buminovi a vybírají si stejné sídlo vládce mezi pohořím Changaj a řekou Orchon. Přejali také turkucké runové písmo a jejich způsob dělení říše na východní (váženější) a západní křídlo. Hranicí na východě bylo Mandžusko, na západě Džungarsko.

## Historický vývoj kaganátu

### Vzestup Ujgurů
V roce 742 se Ujgurské, Karlucké a Basmalské kmeny vzbouřily proti vládnoucímu Kutluckému kaganátu (Modří Turci). V roce 744 Basmalové, potom co obsadili Ötüken, centrum Turkutů (Orchonské údolí) a zajali jejich krále Özmyše, úspěšně převzali jejich pozemky. Nicméně Ujgursko-Karlucké spojenectví proti Basmalům vzniklo později v stejném roku. Koalice porazila Basmaly a zvolila si svého krále. Basmalské kmeny byly skutečně zničeny: jejich lid byl prodáván Číňanům do otroctví, nebo byl rozdělen mezi vítěze. Ujgurský vládce se stal kaganem v Mongolsku, a vůdce Karluků byl jmenován jabguem. Toto uspořádání však trvala méně než jeden rok, poněvadž časté válečné akce mezi Ujgury a Karluky přinutilo Karluky migrovat k západu do zemí Türk-Türgešů.

#### Dynastie Jaglakar - Jologe
Vládnoucí dynastie se jmenovala podle klanu Jagla-gur (Jologe) (staroturecky  – Jaγlaqar, (čínsky v českém přepisu Jao-luo-ke, pchin-jinem yao luo gě, znaky 藥羅葛) z kmene 9 Oguzů. Zakladatel říše, Kutlug Bilge Kül-kagan (744-747), v čínských zdrojích známý jako kagan Kuli Pejlo, brzy umírá.
Pak vládl jeho první syn Bajan Čör-kagan (Mojan Čör, 747–759). Ten musel v počátcích vlády svést těžkou občanskou válku, protože ho z neznámých důvodů část národa odmítla uznat, i když byl zákonným následníkem. Zároveň s vnitřními boji probíhají války i se sousedy, kteří v některých případech podpořili povstalce.
Mojan Čör se pak pustil do řady vojnových tažení, jež uvedl všechny stepní národy pod svou vlajku.
Během tohoto období říši značně rozšířil, o Sekiz Oguzy, Kyrgyzy, Karluky, Türgeše, Tokuz Tataře, Čiky a zbytky Basmalů spadajících pod ujgurské kmeny.
Roku 750 byli poraženi Kitani a Tataři a v roce 752 koalice Basmalů a Türgešů. Poslední stepní odpůrci byli Kyrgyzové (Jenisejští). I ti se museli v roce 758 podrobit, i když si udrželi autonomii. Zdá se, že kagana podporovali mimo jiné i stoupenci manichejismu, vyhnaní předtím z Číny. Tím si získali důvěru kagana a silné postavení.
Jak Kuli Pejlo, tak i jeho syn se dobrovolně prohlásili za vazaly Číny, za Mojan Čöra se ale situace dost změnila. V Číně došlo k velkému povstání pohraniční armády, vedené An Lu-šanem. Ten byl zpočátku velmi úspěšný a ovládl i hlavní město. Jeho profesionální vojáci ale zemi strašlivě ničí. Roku 756 do bojů na straně císaře Su-cunga Tchangského (čínsky v českém přepisu Su-cung Tchang, pchin-jinem sùzōng tang, znaky 肅宗) (756-762) zasáhli najatí Tibeťané a Ujguři. Také ti ale zemi drancují. V zoufalé situaci byl císař Su-cung v roce 758 nucen dát starému Mojan Čöru svou nezletilou dceru Ninguoza ženu, (zatímco on sám dostal ujgurskou princeznu) a uznat ho sobě rovným.

### Období rozkvětu
Po Mojan Čörově smrti nastupuje jeho syn Bögu-kagan (Idigjan, 759–779). Během jeho panování Ujguři dosáhly svého vrcholu moci. Také za něj bojují Ujguři v Číně proti povstalcům, ovšem chovají se zde jako vládci. Následník čínského trůnu Taj-cung Tchangský (čínsky v českém přepisu Taj-cung Tchang, pchin-jinem dàizōng tang, znaky 代宗) (762-779) se musí klanět kaganovi. S pomocí Idigjana, v roce 762 císař nakonec potlačil An Lu-šanové povstání (tehdy pod vedením Ši Čchao-i) a obsadil východní Luo-jang. Povstání bylo sice nakonec potlačeno, Čína byla ale totálně rozvrácena. Poté byla s Tchangy uzavřena mírová smlouva a spojenectví, podle které měli povinnost uhradit ujgurské říše 40 rolí hedvábí výměnou za každého koně poskytnutého Ujgury, a též všichni Ujguři, kteří žili v Tchangské Číně, byli považovány za "hosty" a osvobozený od plateb daní a ubytovacích nákladů. Během těchto bojů došlo i k zásadní změně uvnitř ujgurského kaganátu. Někdy v polovině 60. let se manichejismus stává státním náboženstvím. Roku 763, v čase vojnového tažení, se Idigjan setkává s manichejskými kněžími z Íránu, a přestupuje na manicheismus, jež byl přijat jako oficiální náboženství Ujgurské říše. Jedním z dopadů této konverze bylo zvýšení vlivu Sogdů u ujgurského dvoru. Před povstáním měla Tchangská Čína 53 milionů obyvatel, po něm jen 20 milionů. Navíc boje pokračují, protože Ujguři a Tibeťané zemi dále pustoší. V roce 778 musel císař uznat i rovnost tibetského vládce. V roce 779, Idigjan, podněcován svými Sogdštími poradci, naplánoval invazi do Číny využívajíc nástupu nového císaře Te-cunga (čínsky v českém přepisu Te-cung Tchang, pchin-jinem dézōng tang, znaky 德宗). Byl to zřejmě postoj k dalším bojům v Číně, který vyvolal další povstání v kaganátě, při němž Idigjan v roce 779 zahynul. Nicméně, jeden z velmožů, Idigjanův strýc, Kuli Pejlův druhý syn Tun Baga-tarkan (Dunmaga, 779-789), se proti tomuto plánu postavil:

Dunmaga-kagan se naštval, napadl a zabil Idigjana, a ve stejnou dobu zmasakroval téměř 2000 lidí z řad rodinných příslušníků kagana, jeho skupinu a taky Sogdy..
Dunmaga-kagan byl ovšem natolik nesmiřitelný k ostatním náboženstvím, že to znamenalo nepřátelství ze strany všech sousedů.

### Krize a zánik
Novým vládcem se stal Dunmaga-kagan, který založil novou dynastii Jagla-gur (Jologe). Ani za něho však boje v Číně neskončily. Když v 80. letech zahájili rozsáhlou ofenzivu v Číně Tibeťané, zasahují opět Ujguři jako čínští spojenci. Boje probíhají se střídavými úspěchy na obou stranách. Na stranu Číny se pak postavil i slavný arabský chalífa Harún ar-Rašíd, jehož vojska vázala asi polovinu tibetských sil. Boje probíhaly jak ve vlastní Číně, tak i v Západním kraji.

Po Dunmagově smrti v roce 789 síla Ujgurské říše začala klesat a říše se začala rozpadat.
Tibeťané převzali od Ujgurů oblast Bešbalyk a Karlukové obsadili údolí Fu-tu, což přineslo značné obavy ujgurského lidu

#### Dynastie Ediz - Atie
Již v roce 795 dynastie Jagla-gur (Jologe) vymřela a byla založena nová dynastie Ediz
(čínsky pchin-jinem a-tieh) jejímž novým vládcem byl zvolen schopný vojevůdce Alp Kutluk Ulug Bilgä-kagan (Kutluk II., 795-805), který ale musel předem slíbit velmožům četné ústupky.. Funkce kagana je od té doby omezena prakticky jen na vojenské záležitosti a reprezentaci, faktickou moc má aristokracie, vyznávají manichejismus. Protože bylo toto náboženství pro prosté Ujgury málo přijatelné, vytváří se mezi nimi a vládnoucí vrstvou propast. Protože byl Kutluk II. náboženský nesnášenlivý, vztahy se sousedy se dále zhoršují. Kutluk II. se stal proslulý pro jeho vedení a řízení říše. S pevným vedením ještě jednou, odvrátil kolaps kaganátu, ale i když upevnil říši, nedokázal ji obnovit do původního stavu. Čína přichází v průběhu bojů o své hlavní čtyři pevnosti v Západním kraji. Zatímco Tibeťané dobyli Kašgar a Chotan, Karašahr a Kuču ovládli nakonec Ujguři. Ujgurská říše byla ale v této době už ve vážné krizi. Kagani nejsou schopni fakticky něco prosadit, dochází k jejich rychlému střídání, protože jsou často zavražděni. Po smrti Kutluka II., v roce 808, se kaganát začal rozpadat znovu. Byl následován svým synem Alp Külüg Bilgä-kaganem (Külüg Bilge, 805-808), který pokračoval na zlepšení obchodních styků ve vnitřní Asii.
Pod vedením Alp Bilgä-kagana (Po-i, 808-821) se ale Ujguři v roce 816 dostali do velmi vážného ohrožení. Přímo do centra říše zaútočili Tibeťané a zároveň propuklo úspěšné povstání Kyrgyzů. V roce 818 se kyrgyzský kníže Ažo prohlašuje chánem a Ujguři už tomu nemohou zabránit. Ujgury zachránila jen šťastná náhoda. Protože právě v této době zemřel tibetský vládce, přerušil jejich vojevůdce úspěšnou ofenzivu a vrátil se do Tibetu, aby mohl ovlivnit volbu nového panovníka.
Poslední velký kagan říše byl Alp Küčlüg Bilgä-kagan (Činte, 821-824), dosáhl mnoha úspěchů, včetně zlepšení obchodu (až do Sogdské oblasti), a na bitevním poli v roce 821 odrazil invazní síly Tibeťanů.
Válka na mnoha frontách nakonec Tibet vyčerpala a tak byl v roce 821 uzavřen kompromisní mír, kterým Čína získala zpět Kašgar. Ujgurská říše byla ale v této době už ve vážné krizi. Činte zemřel v roce 824 a byl následován svým bratrem, inaugurovaným v období anarchie, Alp Bilgä-kaganem (Kasar-tegin či Čaoli-chán, 824-832), který byl zavražděn v roce 832. Navíc zde došlo k dalším vnitřním sporům.
Dalším kaganem se stává Alp Külüg Bilgä-kagan (Külüg Beg, 832-839). Za pomoci 20.000-ového najatého Čugajského (Ša-tchuové) jezdeckého oddílu z Ordosu, velmož jménem Luo Kasar (Kürebir, 839-840) dobyl v roce 839 hlavní město Ordu Balık a kagan Külüg Beg spáchal sebevraždu. Novým kaganem byl zvolen nezletilý chlapec "Dítě" Tegin (Hosa, 839-840), jehož zástupcem se stává Kürebir. Ve stejném roce se ale v kaganátě vyskytl hladomor a epidemie, doprovázané s obzvláště těžkou zimou, která vyhubila většinu zvířat na kterých byla ekonomika Ujgurů založena..
Následující jaro, v roce 840, nepřítel a soupeř Kürebira, jeden z velmožů z kmene 9 Oguzů, s jménem Külüg Baga uprchl ke Kyrgyzským kmenům a pozval je na pomoc k invazi ze severu o síle asi 80.000 jezdců. Kyrgyzové vydrancovali Ujgurské hlavní město Ordu Balyk, zajali nezletilého kagana Hose i Kürebira a okamžitě je popravili. Kyrgyzové pokračovali v ničení a vypalování jiných měst po celé jejich zemi. Vraždí ale i další Ujgury a jejich říše se rozkládá.

### Status po rozpadu říše
Obyvatelstvo se rozprchlo do všech stran. Část uprchla na jih a podrobila se Tibeťanům (Kan-čouské království, 848-1036). Jiná skupina odešla do Džungarska a dočasně uznala závislost na Karlucích. Další si zvolili v roce 841 nového kagana Öge-chána (Üge-chán, 841-846) a pokusili se pokračovat v boji. To ovšem za situace, kdy prakticky celé území bylo již v rukou Kyrgyzů, kteří zde vytvářejí vlastní říši. Jeho skupina se nejprve pokusila hledat pomoc v Číně, nakonec se ale dostávají do bojů i s Číňany. Jsou rozbiti a Üge v roce 846 zahynul. Nejlépe si vedla skupina usazená v Džungarsku. Přežila masakry a pak se rozdělila na dvě části. Jedna se usadila v Kuče, druhá v Beš Balıku. Kníže té druhé skupinky, Bugu Čun (Indžan, 846–848) se na přelomu 50. a 60. let zapojil do nových tibetsko čínských bojů v Západním kraji. Byl úspěšný a dobyl některá další města jako Turfan a Bejtin. Podrobila se mu i Kuča a tak vytvořil nový ujgurský státeček (Kao-čchangské království, 856-1369), který byl ale na kaganát příliš malý, a proto měli jeho vládci pouze titul idi kut (svatá výsost). Vojensky ani politicky již Ujguři nikdy příliš významní nebyli, protože ale ovládali důležitá města na hedvábné stezce, hráli ujgurští kupci i nadále významnou ekonomickou úlohu.

## Seznam ujgurských vládců
| Pořadí                                                 | Turecké jméno                                          | Oobdobí vládnutí                                       | Pseudonymní jméno z čínské fonotvorby                  | Osobní jméno v čínštině                                                                    | Poznámka |
| Dynastie Jagla-gur (Jaglakar, Jaoluo-ke) z Tokuz Oguzů | Dynastie Jagla-gur (Jaglakar, Jaoluo-ke) z Tokuz Oguzů | Dynastie Jagla-gur (Jaglakar, Jaoluo-ke) z Tokuz Oguzů | Dynastie Jagla-gur (Jaglakar, Jaoluo-ke) z Tokuz Oguzů | Dynastie Jagla-gur (Jaglakar, Jaoluo-ke) z Tokuz Oguzů                                     | Dynastie Jagla-gur (Jaglakar, Jaoluo-ke) z Tokuz Oguzů |
| ------------------------------------------------------ | ------------------------------------------------------ | ------------------------------------------------------ | ------------------------------------------------------ | ------------------------------------------------------------------------------------------ | --- |
| 01.                                                    | Kutluk Bilgä Kül-kagan                                 | 744-747                                                | Kutluk I. Bilge Pejlo                                  | čínsky znaky 骨力裴罗 pchin-jinem gu-lu-pei-luo čínsky v českém přepisu Kuli pchejluo      | Svrhl Ilteriš-kagana (742-744) z Basmalů, a byl zvolený jako kagan "Kutlug Bojla". Jeho otec: Hušu |
| 02.                                                    | Bilgä Kül-kagan Bajan Čör-kagan                        | 747–759                                                | Mojan Čör                                              | čínsky znaky 骨力裴羅 pchin-jinem mo-yan-chuo čínsky v českém přepisu Mojenčch'ou          | V roce 751 založil hlavní město v Orchonském údolí a pojmenoval ho Ordu Balık. Jeho otec: Kutluk Bilgä Kül-kagan |
| 03.                                                    | Tängri-kagan Bögu-kagan                                | 759–779                                                | Idigjan                                                | čínsky znaky 英地健 pchin-jinem yidi-jian čínsky v českém přepisu Itiťien                  | Jeho otec: Bajan Čör-kagan |
| 04.                                                    | Alp Kutluk Bilgä-kagan Tun Baga-tarkan                 | 779-789                                                | Dunmaga                                                | čínsky znaky 移地健 pchin-jinem dunmo-he-dagan čínsky v českém přepisu Tunmoche takan      | Jeho otec: Kutluk Bilgä Kül-kagan |
| 05.                                                    | Külüg Bilgä-kagan                                      | 789-790                                                | Panguan                                                | čínsky znaky 多邏斯 pchin-jinem duo-luo-si čínsky v českém přepisu Tolos'                  | Jeho otec: Tun Baga-tarkan |
| 06.                                                    | Kutluk Bilgä-kagan                                     | 790-795                                                | Ačžo                                                   | čínsky znaky 阿啜 pchin-jinem a-chuo čínsky v českém přepisu Ačchuo                        | Jeho otec: Külüg Bilgä-kagan |
| dynastie Ediz (Adiz, Adie) z Wej-cheů                  |                                                        |                                                        |                                                        |                                                                                            | |
| 07.                                                    | Aj Tängride Ülük Bulmyš Alp Kutluk Ulug Bilgä-kagan    | 795-805                                                | Kutluk II.                                             | čínsky znaky 骨咄禄 pchin-jinem gu-du-o-lu čínsky v českém přepisu Kutuolu                 | První Kagan, otevřeně zvolen radou starších. Obnovil manicheismus. Jako sirota byl adoptován ujgurským velmožem s klanu Čedžate (夾跌). |
| 08.                                                    | Aj Tängridä Kut Bulmyš Alp Külüg Bilgä-kagan           | 805-808                                                | Külüg Bilge                                            | čínsky znaky 俱录毗伽 pchin-jinem julu-pi-ga čínsky v českém přepisu Ťülu-pchika           | - |
| 09.                                                    | Aj Tängridä Kut Bulmyš Alp Bilgä-kagan                 | 808-821                                                | Paoi                                                   | čínsky znaky 李孝诚 pchin-jinem li-xiao-cheng čínsky v českém přepisu Li Siao-čcheng       | - |
| 10.                                                    | Kun Tängridä Ülüg Bulmyš Alp Küčlüg Bilgä-kagan        | 821-824                                                | Činte                                                  | čínsky znaky 崇德可汗 pchin-jinem chong-de-kèhan čínsky v českém přepisu Čchungte kchechan | - |
| 11.                                                    | Aj Tängridä Kut Bulmyš Alp Bilgä-kagan                 | 824-832                                                | Čaoli Kasar Tegin                                      | čínsky znaky 曷萨特勒 pchin-jinem hasa-teley čínsky v českém přepisu Cha-sa tchelej        | - |
| 12.                                                    | Aj Tängridä Kut Bulmyš Alp Külüg Bilgä-kagan           | 832-839                                                | Külüg Beg                                              | čínsky znaky 胡特勒 pchin-jinem hu-tele čínsky v českém přepisu Chu tchelej                | - |
| 13.                                                    | "Dítě"-tegin                                           | 839-840                                                | Hosa mezivládí                                         | čínsky znaky 盍馺特勒 pchin-jinem he-sa teley čínsky v českém přepisu Che-sa tchelej       | V roce 839, Luo Kasar – Kürebir s jezdeckým oddílem Čugajů z Ordosu, dobyl hlavní město Ordu Balık. Ve stejném roce si kmenový šlechtici zvolili za kagana nezletilého Hosu. Záhy se ale v kaganátě vyskytl hladomor a epidemie. Pokračovaly občanské nepokoje. |
| –                                                      | Generál Külüg-baga                                     | 839-840                                                | Külüg-baga mezivládí                                   | –                                                                                          | V roce 840, Kyrgyzové (Jenisejští) podnikli invazi kaganátu o síle asi 80.000 – 100.000 jezdců. Hosa-kagan a jeho ministr Kürebir byli okamžitě popraveni. |
| 14.                                                    | Öge                                                    | 841-847                                                | Üge                                                    | čínsky znaky 乌介 pchin-jinem wu-jie čínsky v českém přepisu Wuťie                         | - |
| 15.                                                    | Bugu Čun                                               | 846–848                                                | Indžan                                                 | čínsky znaky 遏捻特勒 pchin-jinem enjian telei čínsky v českém přepisu Enťien tchelej      | – |